# Smell the Glamour
Smell the Glamour è il secondo album studio della cantante e attrice statunitense Julie Brown edito nel 2010, ventitré anni dopo la pubblicazione del suo ultimo album.
Il singolo Big Clown Pants è una parodia della canzone Bad Romance di Lady Gaga, mentre il singolo Another Drunk Chick è una parodia della canzone Tik Tok di Kesha.

## Tracce
1. Sarah Palin Album Intro – 0:30
2. Big Clown Pants – 4:15
3. Another Drunk Chick – 3:10
4. 'Cause I'm Blonde – 2:33
5. I'm a Mexican – 0:25
6. Those Latin Boys – 3:21
7. I Want to Be Gay – 3:35
8. Angelina's Lips – 3:48
9. Medusa Intro – 0:37
10. Be Excited – 4:22
11. Vague 2011 – 4:36
12. Sarah Palin Second Warning – 0:27
13. I Wanna Be Gay (club remix) – 3:38
14. Another Drunk Chick (DJ Dark Intensity remix) – 4:02
15. Big Clown Pants (DJ Dark Intensity remix) – 4:57
16. Sarah Palin Gay Farewell – 0:05